# アウディ・RS5
RS5（アールエスファイブ）は、ドイツの自動車メーカーアウディが2010年より製造・販売するスポーツカーである。A5を基に、高回転型のエンジンなどでパワー向上を図り、足回りや車体も強化されている。

## 初代（2010-2017年）8T系
A5からの派生車種である。厳密にはアウディが製造するS5にクワトロ社（現・アウディスポーツ）がチューニングを行って製造されており、RSモデルとしてはRS6の後継にあたる。開発コンセプトは「The perfect blend of performance and design.（パフォーマンスとデザインの完璧な融合）」で、アウディの上質さとクワトロ社のパフォーマンスが融合されている。
エネルギー回生システムを搭載することで、エンジン負荷の大きい場面での燃費悪化を防ぐことを可能にした。
エンジン
エンジンは、8,500rpmを許容する高回転型直噴V型8気筒であり、最高出力450PS/8,250rpm、最大トルク430Nm（43.8kgf·m）/4,000-6,000rpmを発揮する。S5に搭載されるエンジンと同じ排気量ながら、レブリミットの引き上げなどにより約100PSの出力向上に成功した一方で、最大トルクは10Nm下がった。クワトロ社の熟練工の手により、手作業で組み立てられている。シリンダーブロックとクランクケースはアルミ合金製となり、クランクシャフトやコネクティングロッド、ピストンも軽量化することでエンジン単体の重量を216kgとすることに成功した。
0-100km/h加速は4.6秒、最高速度は250km/h（電子リミッター作動）とされている。
トランスミッション
7速Sトロニックが搭載されている。その基本構造はQ5に搭載された湿式クラッチによるもので、RS5の出力に対応するためにパーツの強度やオイル管理システムの見直しが行われた。
駆動方式
アウディの常時4WDシステムであるクワトロを採用する。A4などにも用いられているセルフロッキング・センターディファレンシャルを踏襲するが、新たにクラウンギアを採用することで4WDシステムの小型化・軽量化に成功した。同時に前後トルク配分をよりワイドレンジで制御することが可能となり、後車軸には最大85%、前車軸には最大70%の駆動力が配分されるようになった。
4輪の牽引力（トラクション）を各々制御する電子制御トルクベクタリングも初めて装備された。またS4にも搭載されたリアスポーツディファレンシャルを装備し、旋回中に外側後輪により多くのトルクを配分することで回頭性の向上が図られている。

### 日本での販売
2010年9月13日より発売が開始された。アウディのS/RSモデルらしく、ベースモデルと大きな違いの見られない控えめなデザインである。左ハンドルだけでなく、右ハンドル仕様も販売されている。希望小売価格は1,375万円（2015年現在）となっている。
2012年8月7日、マイナーチェンジモデルを発表し、発売。ベースとなるA5、S5のマイナーチェンジに基づきデザインが変更された。
2013年10月8日、「RS5 Cabriolet」の販売を開始。A5 Cabriolet、S5 Cabrioletをベースとしたオープンモデルである。

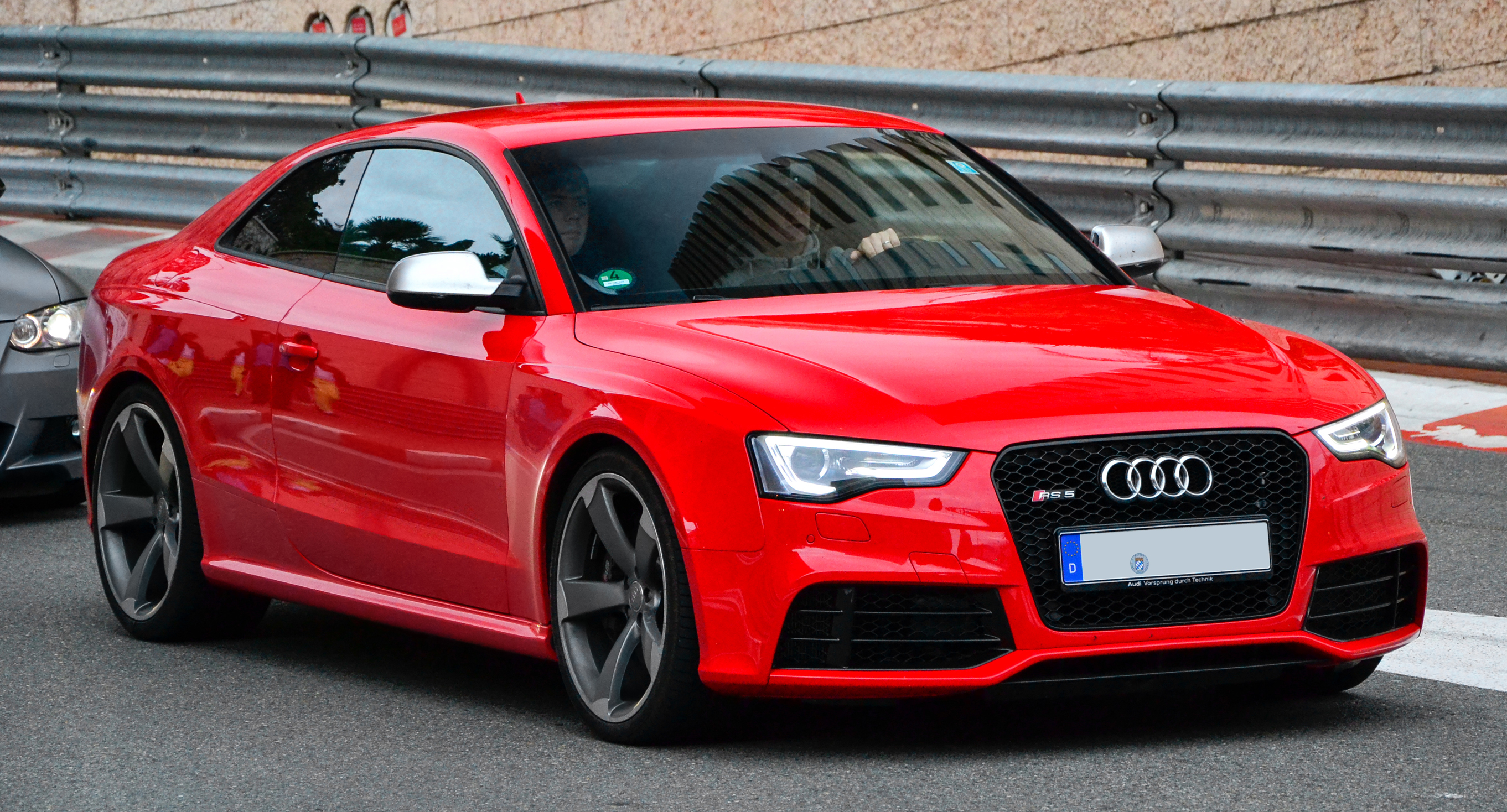
RS5 改良型
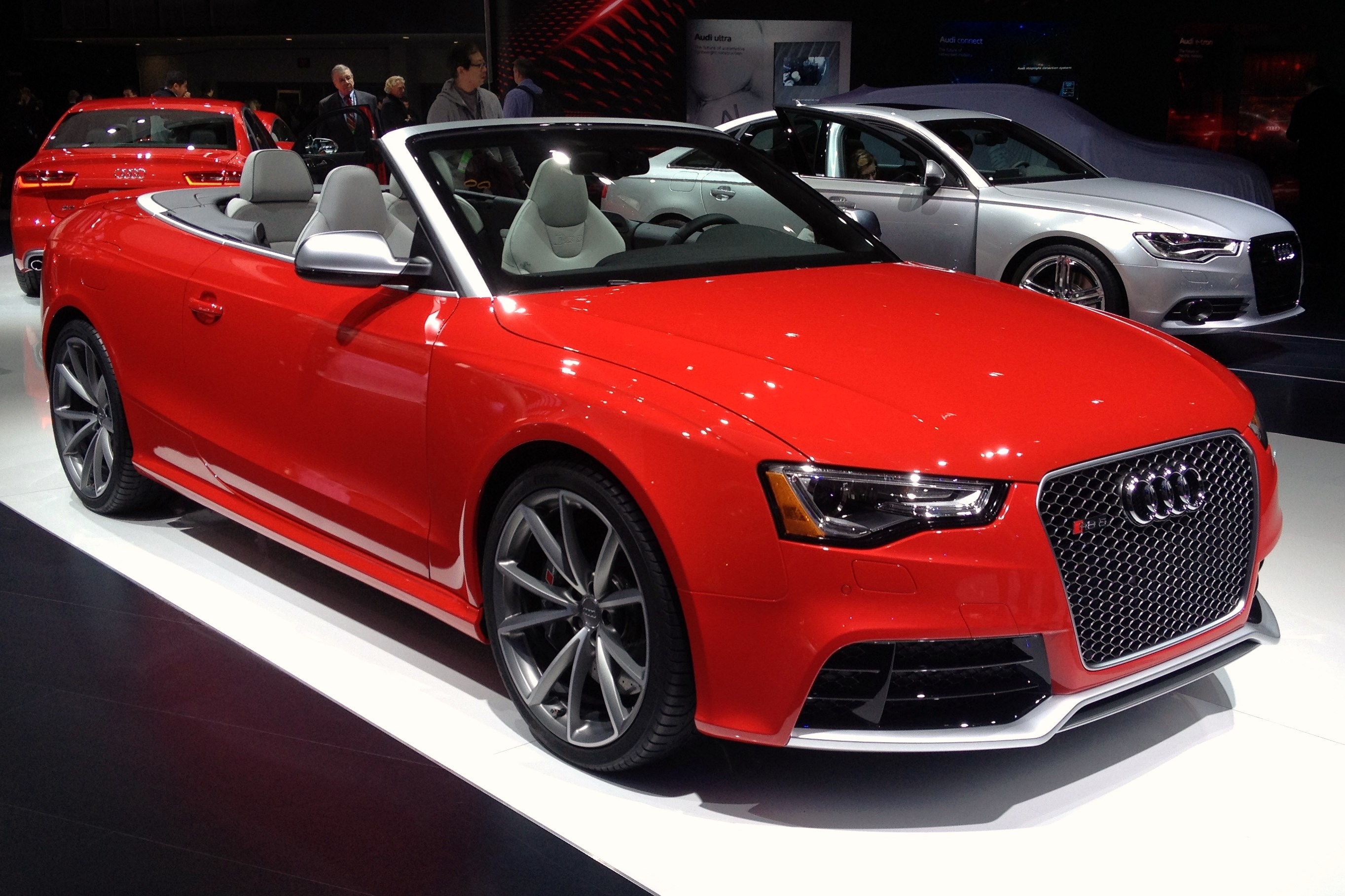
RS5 Cabriolet
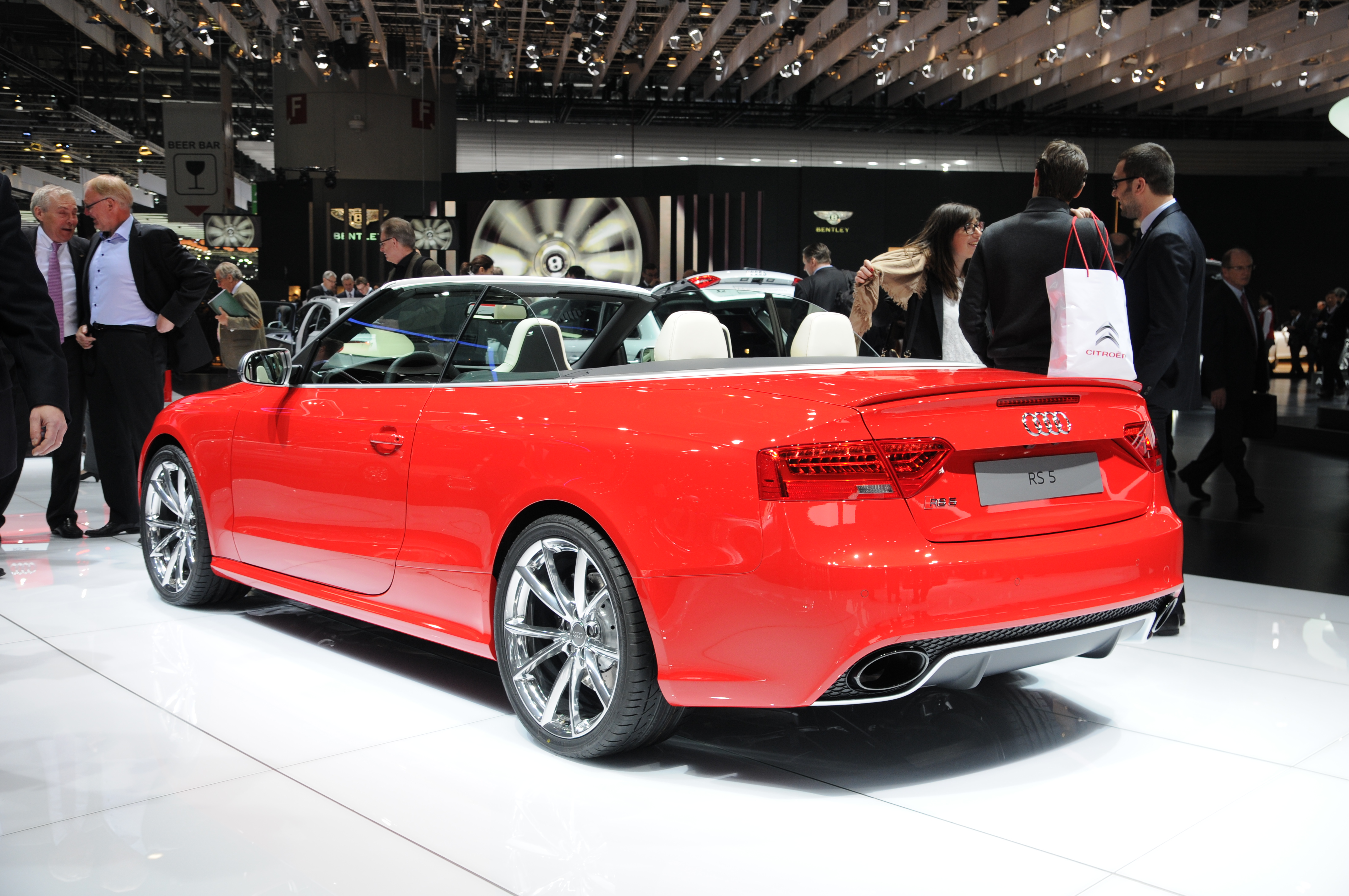
RS5 Cabriolet

## 2代目（2017-）5F系
2017年3月7日、ジュネーヴモーターショーにおいて新型「RS 5 Coupé」を世界初公開。2.9L V型6気筒ツインターボエンジンを搭載し、0-100km/h加速は3.9秒、最高速度は280km/hである。トランスミッションには8速ティプトロニックが採用され、駆動方式は前後比率40:60のフルタイム4WDとなっている。
2018年3月28日、ニューヨークモーターショーにて5ドアハッチバック「RS 5 Sportback」を初公開。
2019年12月10日、欧州にて「RS 5 Coupé」「RS 5 Sportback」の改良型を発表。ベース車A5シリーズの改良に伴った変更が行われた。パワートレインは2.9L V型6気筒ツインターボ直噴ガソリン「TFSI」エンジンを搭載。エクステリアは新デザインのLEDテールランプのほか、ホイールアーチが「クワトロブリスター」によって強調され、全幅が30-40mmワイドになった。

### 日本での販売
2017年6月21日、「RS 5 Coupé」を発表。納車は同年9月下旬の見通し。
2018年11月13日、「RS 5 Coupé」の一部仕様変更を発表。機能装備が強化された。2019年第1四半期に発売される。
2019年8月27日、「RS 5 Sportback」を発売。
2020年10月13日、「RS 5 Coupé」「RS 5 Sportback」の改良型を発表。2021年1月以降の発売を予定している。また、限定モデル「RS 5 Sportback RS 25 years」を2021年1月以降に販売開始すると発表。ボディーカラーは「RS 2アバント」へのオマージュとされる「ノガロブルー・パールエフェクト」で、日本には35台が導入される。

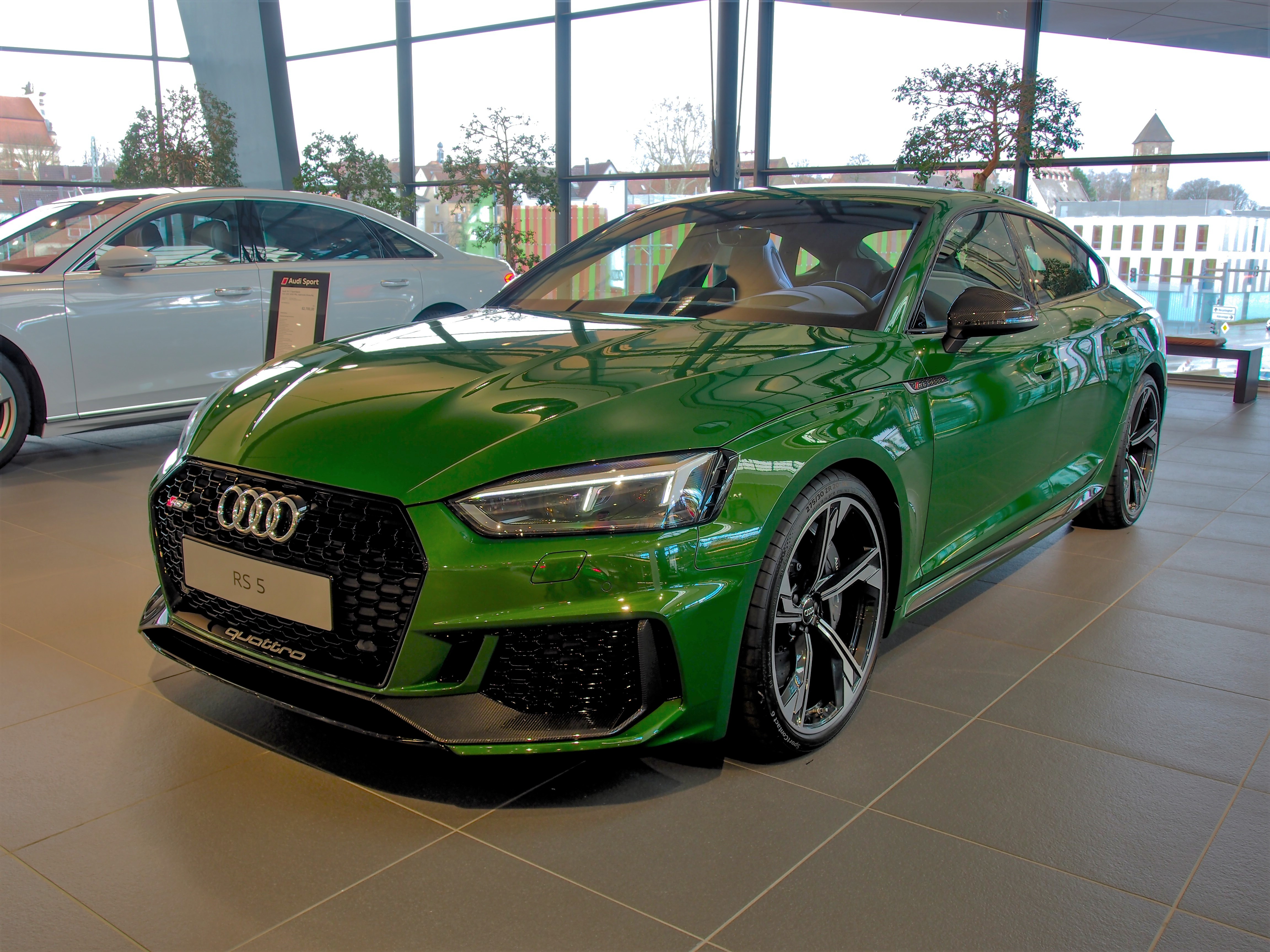
RS 5 Sportback
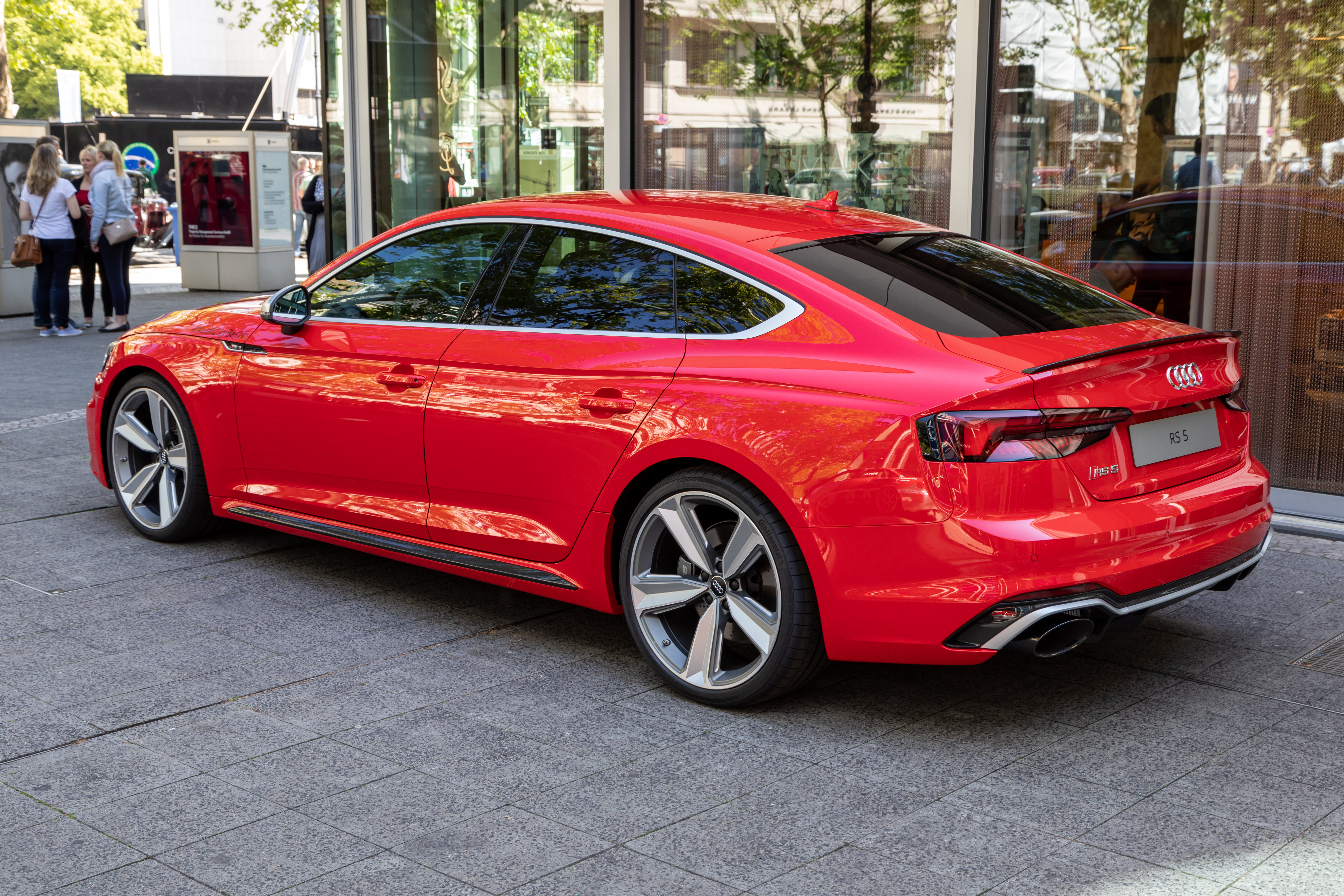
RS 5 Sportback
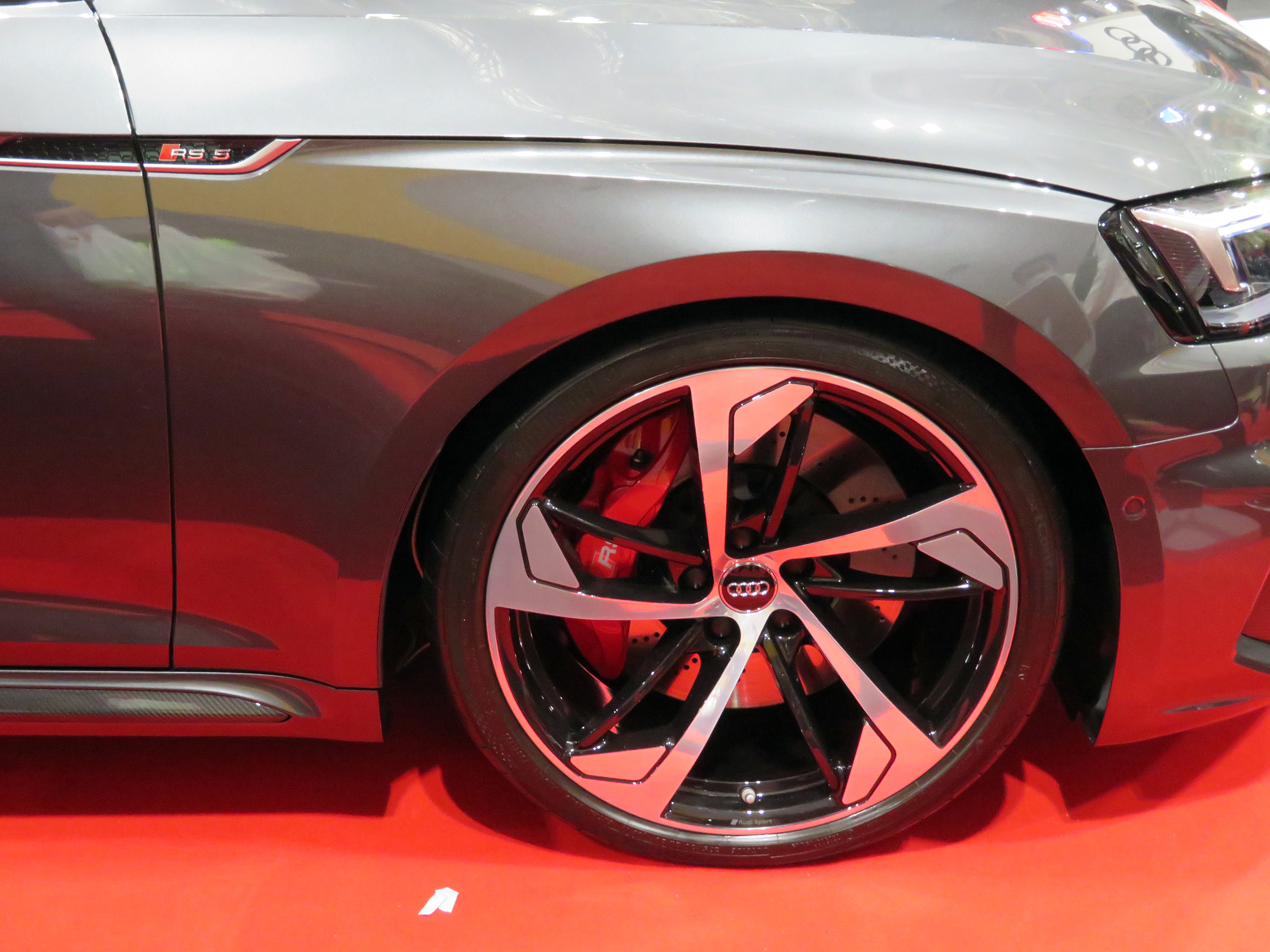
RS 5 Sportback
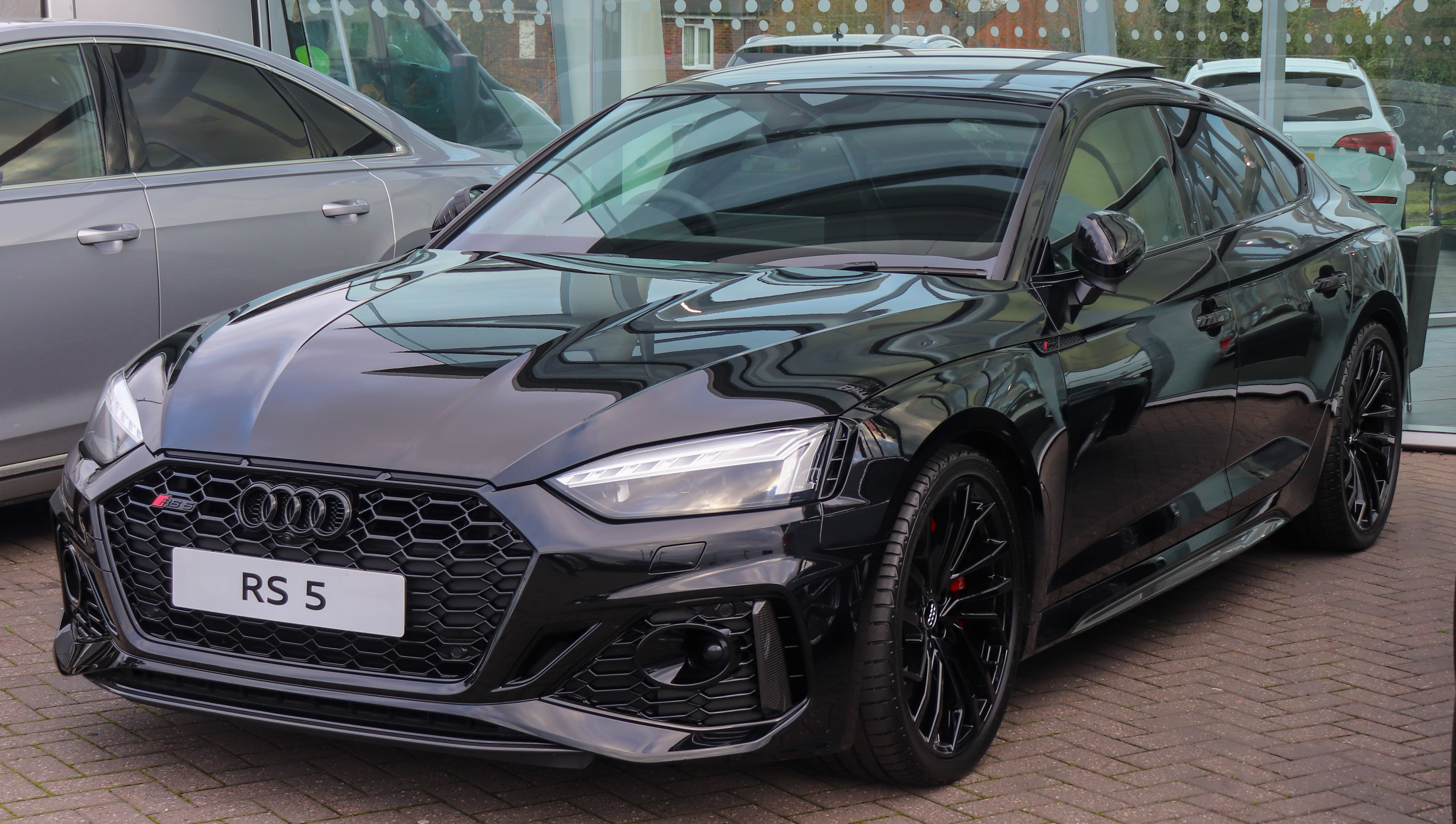
RS 5 Sportback 改良型